# Samuel Stockhausen
Pour les articles homonymes, voir Stockhausen.
Samuel Stockhausen est un médecin allemand du XVIIe siècle de la ville minière de Goslar. 
Il a étudié une maladie des mineurs, connue depuis l’antiquité, appelée en Allemagne Hüttenkatze, chez les travailleurs des mines de Rammelsberg dans les montagnes du Harz.
En 1656, il a publié un livre, en latin, attribuant la maladie à des vapeurs nocives de litharge (un composé de Plomb). Cet ouvrage était intitulé Libellus de lithargyrii fumo noxio morbifico, ejusque metallico frequentiori morbo vulgò Dicto Hütten die Katze oder Hütten Rauch ( "Traité sur les émanations nocives de Litharge, les maladies qu’elles provoquent et l’«asthme» des mineurs),,,.
Pour cette raison, il est considéré par certains comme un précurseur de la santé et sécurité au travail.
Contrairement à son proche contemporain, Paracelse, qui a lui aussi écrit sur les maladies des mineurs
 Stockhausen a reconnu la poussière des dérivés de litharge comme le facteur causal et il a recommandé d'éviter son inhalation. C'était la première fois que l'antique syndrome, connu des romains sous le nom de morbi metallici, était attribué spécifiquement à l'intoxication chronique par le plomb. 
Le travail de Stockhausen a influencé Eberhard Gockel pour attribuer une maladie similaire à la consommation de litharge contenu dans le vin,.